# 6. Mot.-Schützendivision (NVA)
Die 6. Mot.-Schützendivision (NVA), kurz 6. MSD, anfangs als motorisierte Schützendivision bezeichnet und ehemals Mot.-Schützen-Division geschrieben, war ein Großverband der Nationalen Volksarmee der DDR.

## Geschichte

### Herkunft der militärischen Formationen

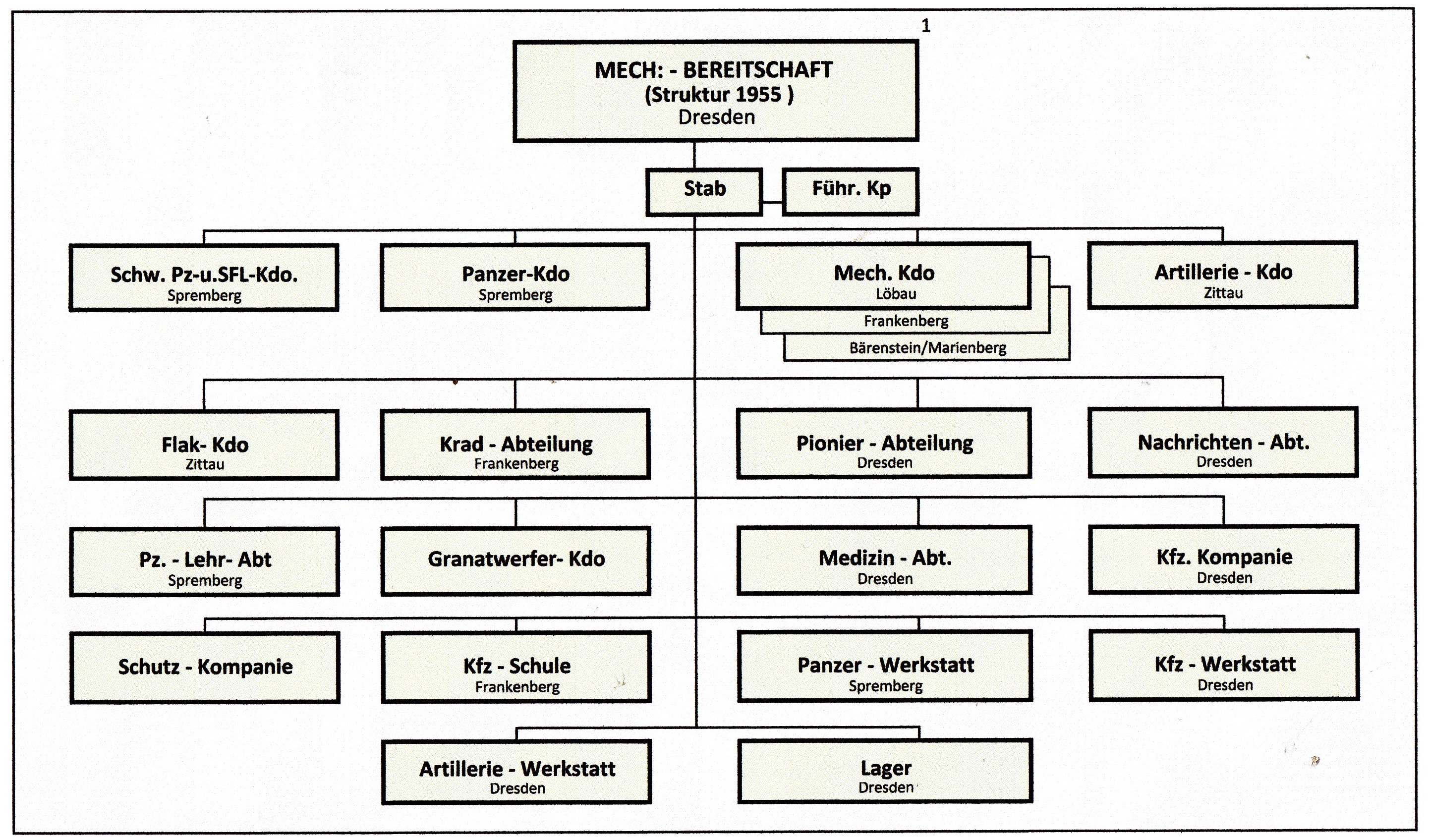
Gliederung der Mech.-Bereitschaft der KVP am Beispiel: Dresden (1955)

Bereits bei Schaffung der Kasernierten Volkspolizei (KVP) Anfang der 1950er Jahre wurden neben Infanterieverbänden, darunter die KVP-A-Bereitschaft Prenzlau (Infanterie), auch mechanisierte Verbände aufgestellt. Die maßgebliche Forderung aus der Sowjetunion nach originären DDR-Streitkräften bekam erst Öffentlichkeit, nachdem im November 1955 in der Bundesrepublik Deutschland die Bundeswehr geschaffen wurde.
Am 18. Januar 1956 verabschiedete die Volkskammer der DDR nach Rücksprache der SED-Führung mit dem ZK der KPdSU das Gesetz „über die Schaffung der Nationalen Volksarmee und des Ministeriums für Nationale Verteidigung“. Für die einsatzbereiten Formationen der KVP begannen de-facto bereits im Spätherbst 1955 die Vorbereitungen zur Umwandlung in reguläre Streitkräfte der DDR. Eine wichtige Orientierung für den Aufbau, die Struktur, Ausrüstung und Ausbildung gab Ende Januar 1956 die erste Tagung der Teilnehmerstaaten des Warschauer Vertrages. Die zu schaffenden bewaffneten Kontingente der NVA sollten in die Vereinten Streitkräfte integrierbar sein.
Vorgesehen war, nach sowjetischem Vorbild strukturierte Mechanisierte Divisionen (zwei MD), Infanteriedivisionen (drei ID) und Panzerdivisionen (drei PD) aufzustellen. Bereits im Sommer 1956 wurden auf der Grundlage neuester sowjetischer Vorstellungen über Aufbau, Ausrüstung und Einsatz der Streitkräfte Veränderungen erforderlich. Die im Aufbau befindlichen Infanteriedivisionen und Mechanisierten Divisionen der NVA wurden in Erweiterung des ursprünglichen Befehls 1/56 durch Befehl 99/56 des Ministers vom 17. Oktober 1956 in Mot.-Schützendivisionen bzw. in Panzerdivisionen umformiert.
Das zum 1. März 1956 gebildete Ministerium für Nationale Verteidigung (MfNV) ordnete diese Formationen den zwei Kommandos der Militärbezirke (Kdo MB III und Kdo MB V) der Landstreitkräfte zu. Aus dem Bestand der Kommandos wurde im Felddienst je ein Armeekommando gebildet. Dem KMB V (Standort Pasewalk/Neubrandenburg), als verantwortlichem militärischen Führungsorgan im Nordterritorium der DDR, wurde die aufzustellende 6. Motorisierte Schützendivision (Standort des Stabes – Prenzlau) zugeteilt. Ab 1972 wurde das Kommando Landstreitkräfte gebildet, das im Auftrag des MfNV die beiden Militärbezirke führte.

### Aufstellung und Auftrag der 6. MSD
Die Division wurde ursprünglich im Oktober 1956 als 6. Motorisierte Schützen Division (6. MSD) laut Befehl Nr. 98/56 des Ministers für Nationale Verteidigung, Generaloberst Willi Stoph, aus der KVP-A-Bereitschaft Prenzlau (Infanterie) der Kasernierten Volkspolizei (KVP) formiert.
Die 6. MSD wurde am 31. Oktober 1956 mit Übergabe der Truppenfahne durch den Minister für Nationale Verteidigung, Generaloberst Willy Stoph; an Oberst Willi Riedel in Dienst gestellt und vereidigt.
Gliederungsgrundlage für die Schaffung dieses Verbandstyps war weitestgehend die Mot.-Schützendivision der Sowjetarmee. Ihre Struktur sollte in späteren Jahren einem Personalbestand von nahezu 11.000 im Garnisonsdienst entsprechen. Im Unterschied zu den sowjetischen Divisionen hatten die Mot.-Schützendivisionen der NVA keine Kampfhubschrauber und verfügten bei den Mot.-Schützen- und Panzerformationen über geringeren Kampfbestand.
Der Auftrag der 6. MSD bestand verfassungsgemäß darin, dass dieser taktische Verband der NVA im Bündnis mit den Koalitionsstreitkräften „das friedliche Leben der Bürger der DDR und aller Staaten der sozialistischen Gemeinschaft gegen jegliche Angriffe der aggressiven Kräfte … schützt und die Souveränität der DDR, ihre territoriale Integrität sowie Unverletzlichkeit ihrer Grenzen und ihrer staatlichen Sicherheit gewährleistet.“
Die Hauptaufgabe der Anfangsjahre bestand darin, die strukturmäßige Bewaffnung und Ausrüstung beherrschen zu lernen, Grundlagen für den gefechtsmäßigen Einsatz zu vermitteln und die Einsatzfähigkeit der Truppenteile und Einheiten als Ganzes zu gewährleisten.

### Auflösung der 6. MSD (1958)
Die Division wurde bereits zum 9. Dezember 1958 wieder aufgelöst, wobei neben zunehmenden ökonomischen Problemen vor allem das Fehlen von Soldaten eine Rolle spielte. Mit dem vorhandenen Personal der 6. MSD wurden die anderen Divisionen aufgefüllt und drei neue Ausbildungsregimenter (ABR) formiert.
Die Mot.-Schützenregimenter (MSR) bildeten die Basis für die Aufstellung von Ausbildungsregimentern (ABR). Die Formierung der ABR erfolgte in der Zeit vom 17. bis 27. November 1958. Es entstand aus dem MSR-13 das ABR-3 in Torgelow/Drögeheide, aus dem MSR-11 das ABR-5 in Prenzlau/Pinnow und aus dem MSR-12 das ABR-7 in Eilenburg/Spremberg. Das ABR-7 wurde dem Militärbezirk III unterstellt, die beiden anderen verblieben beim Militärbezirk V.

## Kommandeure der 6. MSD
| Damaliger Rang | Name          | Zeitraum                             |
| -------------- | ------------- | ------------------------------------ |
| Oberst         | Willi Riedel  | 30. Oktober 1956 – 31. Dezember 1957 |
| Oberst         | Werner Krüger | 1. Januar 1958 – 9. Dezember 1958    |

## Organisation

### Angaben zur Gliederung, Struktur und Lage der 6. MSD (1958)
Die Gliederung, Struktur, Ausrüstung mit Technik und Bewaffnung der Truppenteile und Einheiten sowie die Standortbelegung in der 6. Mot.-Schützendivision unterlagen mehrfachen Veränderungen und Ergänzungen.
Die nachfolgende Tabelle bezieht sich auf die Strukturelemente und Standorte in der 6. MSD. (Lage am Jahresanfang 1958.)
|                                                  |                   |
| Einheit                                          | Stationierung     |
| Mot.-Schützenregiment MSR-11                     | Pinnow (Lage)     |
| Mot.-Schützenregiment MSR-12                     | Prenzlau (Lage)   |
| Mot.-Schützenregiment MSR-13                     | Drögeheide (Lage) |
| Panzerregiment PR-6                              | Drögeheide (Lage) |
| Lehrbataillon LB-6                               | Stallberg (Lage)  |
| Artillerieregiment AR-6                          | Drögeheide (Lage) |
| Instrumental-Aufklärungs-Batterie InstrAklBttr-6 | Pasewalk (Lage)   |
| Flakregiment FR-6                                | Pasewalk (Lage)   |
| Aufklärungsbataillon AB-6                        | Stallberg (Lage)  |
| Nachrichtenbataillon NB-6                        | Prenzlau (Lage)   |
| Pionierbataillon PiB-6                           | Pasewalk (Lage)   |
| Chemische Kompanie ChK-6                         | Pasewalk (Lage)   |
| Kraftfahrzeugschule KfzSch-6                     | Pasewalk (Lage)   |
| Transportkompanie TK-6                           | Prenzlau (Lage)   |
| Divisionslager DL-6                              | Prenzlau (Lage)   |
| Divisions-Med.-Punkt DMP-6                       | Prenzlau (Lage)   |
| Artilleriewerkstatt ArtW-6                       | Drögeheide (Lage) |
| Panzerwerkstatt PzW-6                            | Stallberg (Lage)  |
| Kraftfahrzeug-Instandsetzungsbataillon KfzIB-6   | Prenzlau (Lage)   |

### Angaben zur Herkunft und Entwicklung der Truppenteile / Einheiten der 6. MSD

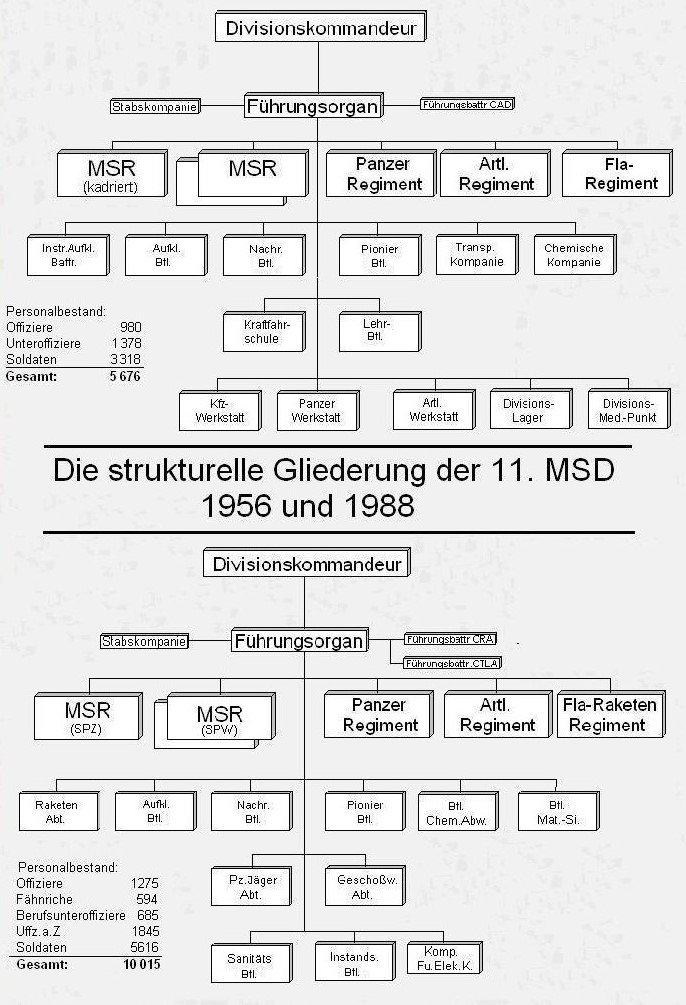
Gliederung der einer MSD (NVA)
im Vergleich 1956–1988, z. B. 11. MSD

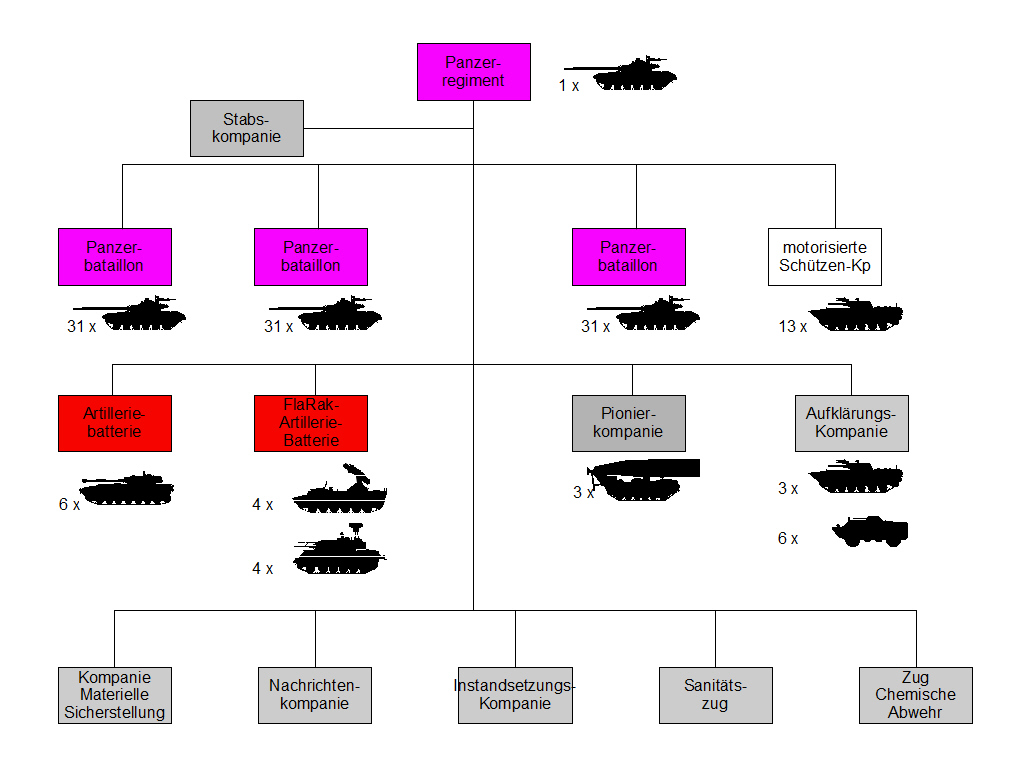
Gliederung eines Panzerregiments der Nationalen Volksarmee

Gliederungsgrundlage für die Schaffung dieses Verbandstyps war anfangs weitestgehend die Mot.-Schützendivision der Sowjetarmee. Die Gliederung, Struktur, Ausrüstung mit Technik und Bewaffnung der Truppenteile und Einheiten sowie die Standortbelegung in der 6. Mot.-Schützendivision unterlagen mehrfachen Veränderungen und Ergänzungen. Ihre Struktur entsprach in späteren Jahren einem Personalbestand von nahezu 11.000 im Garnisonsdienst. Im Unterschied zu den sowjetischen Divisionen hatten die Mot.-Schützendivisionen der NVA keine Kampfhubschrauber und verfügten bei den Mot.-Schützen- und Panzerformationen über geringeren Kampfbestand.

Gliederung einer Panzerdivision
und einer Mot.-Schützendivision (NVA)

Die nachfolgende Tabelle bezieht sich auf die Herkunft der Formationen aus der KVP und die Entwicklung der Strukturelemente und Standorte in der 6. MSD.
|                                                             |               |                                |                                                              |                                                                                  |                              |
| KVP Kommando, Einheit, Einrichtungen                        | NVA seit Jahr | NVA Standort und Veränderungen | NVA Truppenteil, Einheit, Einrichtung Bezeichnung, Abkürzung | aufgestellt/ umformiert Datum                                                    | Truppenfahne TF verliehen am |
| KVP-A-Bereitschaft Prenzlau / Führung, Stab                 | 1956          | - Prenzlau (Lage)              | 6. Mot.-Schützendivision Führung, Stab / 6. MSD              | - 31.10.1956 aufgestellt - 09.12.1956 aufgelöst                                  | TF 31.10.1956                |
| Kräfte/Mechanisierte KVP-Bereitschaft                       | 1956          | - Pinnow (Uckermark) (Lage)    | Mot.-Schützenregiment MSR-11                                 | - 31.10.1956 aufgestellt - 09.11.1958 aufgelöst                                  | TF 05.01.1957                |
| Kräfte / 2. A-Kommando Bereitschaft Prenzlau                | 1956          | - Prenzlau (Lage)              | Mot.-Schützenregiment MSR-12                                 | - 31.10.1956 aufgestellt - 21.11.1958 aufgelöst - Kräfte für ABR-7               | TF ?                         |
| III. A-Kommando Drögeheide                                  | 1956          | - Drögeheide (Lage)            | Mot.-Schützenregiment MSR-13                                 | - 31.10.1956 aufgestellt - 09.11.1958 aufgelöst - Kräfte für ABR-3               | TF ?                         |
| C-Kommando der KVP-Bereitschaft Prenzlau                    | 1956          | - Drögeheide (Lage)            | Panzerregiment PR-6                                          | - 31.10.1956 aufgestellt - 26.11.1958 aufgelöst                                  | TF 01.03.1958                |
| C-Lehrabteilung der KVP                                     | 1956          | - Stallberg (Lage)             | Lehrbataillon LB-6                                           | - 31.10.1956 aufgestellt - 24.11.1958 aufgelöst - Kräfte für ABR-3/-5/-7         |                              |
| B-Kommando Prenzlau, Abteilung Granatwerfer-Kommando Karpin | 1956          | - Drögeheide (Lage)            | Artillerieregiment AR-6                                      | - 31.10.1956 aufgestellt - 09.11.1958 aufgelöst - Kräfte für ABR-3/-5/-7         | TF 07.10.1957                |
|                                                             | 1956          | - Prenzlau - Pasewalk (Lage)   | Instrumental-Aufklärungs-Batterie InstrAklBttr-6             | - 31.10.1956 aufgestellt - 10.12.1956 verlegt n. Pasewalk - 09.11.1958 aufgelöst |                              |
| Sonderabteilung KVP-Drögeheide                              | 1956          | - Drögeheide - Pasewalk (Lage) | Flakregiment FR-6                                            | - 31.10.1956 aufgestellt - 10.12.1957 verlegt n. Pasewalk - 09.11.1958 aufgelöst | TF 07.10.1957                |
| S-1 Kradschützenbataillon der KVP                           | 1956          | - Stallberg (Lage)             | Aufklärungsbataillon AB-6                                    | - 31.10.1956 aufgestellt - 09.11.1958 aufgelöst                                  |                              |
| D-1-Abteilung Prenzlau                                      | 1956          | Prenzlau (Lage)                | Nachrichtenbataillon NB-6                                    | - 31.10.1956 aufgestellt - 26.11.1958 aufgelöst                                  |                              |
| D-2-Abteilung                                               | 1956          | - Fünfeichen - Pasewalk (Lage) | Pionierbataillon PiB-6                                       | - 31.10.1956 aufgestellt - 26.11.1956 verlegt n. Pasewalk - 09.11.1958 aufgelöst |                              |
| Schutz-Kompanie                                             | 1956          | - Prenzlau - Pasewalk (Lage)   | Chemische Kompanie ChKp-6                                    | - 31.10.1956 aufgestellt - 10.12.1956 verlegt n. Pasewalk - 09.11.1958 aufgelöst |                              |
| Kraftfahrzeugschule                                         | 1956          | - Prenzlau - Pasewalk (Lage)   | Kraftfahrzeugschule KfzSch-6                                 | - 31.10.1956 aufgestellt - 10.12.1956 verlegt n. Pasewalk - 09.11.1958 aufgelöst |                              |
| Kfz.-Kompanie                                               | 1956          | - Prenzlau (Lage)              | Transportkompanie TK-6                                       | - 31.10.1956 aufgestellt - 09.11.1958 aufgelöst                                  |                              |
|                                                             | 1956          | - Prenzlau (Lage)              | Divisionslager DL-6                                          | - 31.10.1956 aufgestellt - 09.11.1958 aufgelöst                                  |                              |
| Sanitätsabteilung                                           | 1956          | - Prenzlau (Lage)              | Divisions-Med.-Punkt DMP-6                                   | - 31.10.1956 aufgestellt - 09.11.1958 aufgelöst                                  |                              |
|                                                             | 1956          | - Drögeheide (Lage)            | Artilleriewerkstatt ArtW-6                                   | - 31.10.1956 aufgestellt - 09.11.1958 aufgelöst                                  |                              |
|                                                             | 1956          | - Stallberg (Lage)             | Panzerwerkstatt PzW-6                                        | - 31.10.1956 aufgestellt - 09.11.1958 aufgelöst                                  |                              |
|                                                             | 1971          | - Prenzlau (Lage)              | Kraftfahrzeug-Instandsetzungsbataillon KfzIB-6               | - 31.10.1956 aufgestellt - 09.11.1958 aufgelöst                                  |                              |

## Ausrüstung
Die Division war bei Aufstellung mit T-34 und IS-2 Panzern sowie dem Schwimmpanzer PT-76 ausgestattet.
Als Schützenpanzer nutzte sie BTR-152.
Der Istbestand am 17. Mai 1957 umfasste:
- 171 T-34
- 24 IS-2
- 15 PT-76
- 226 BTR-152
- 245 Geschütze und Geschosswerfer